# Astronomins historia

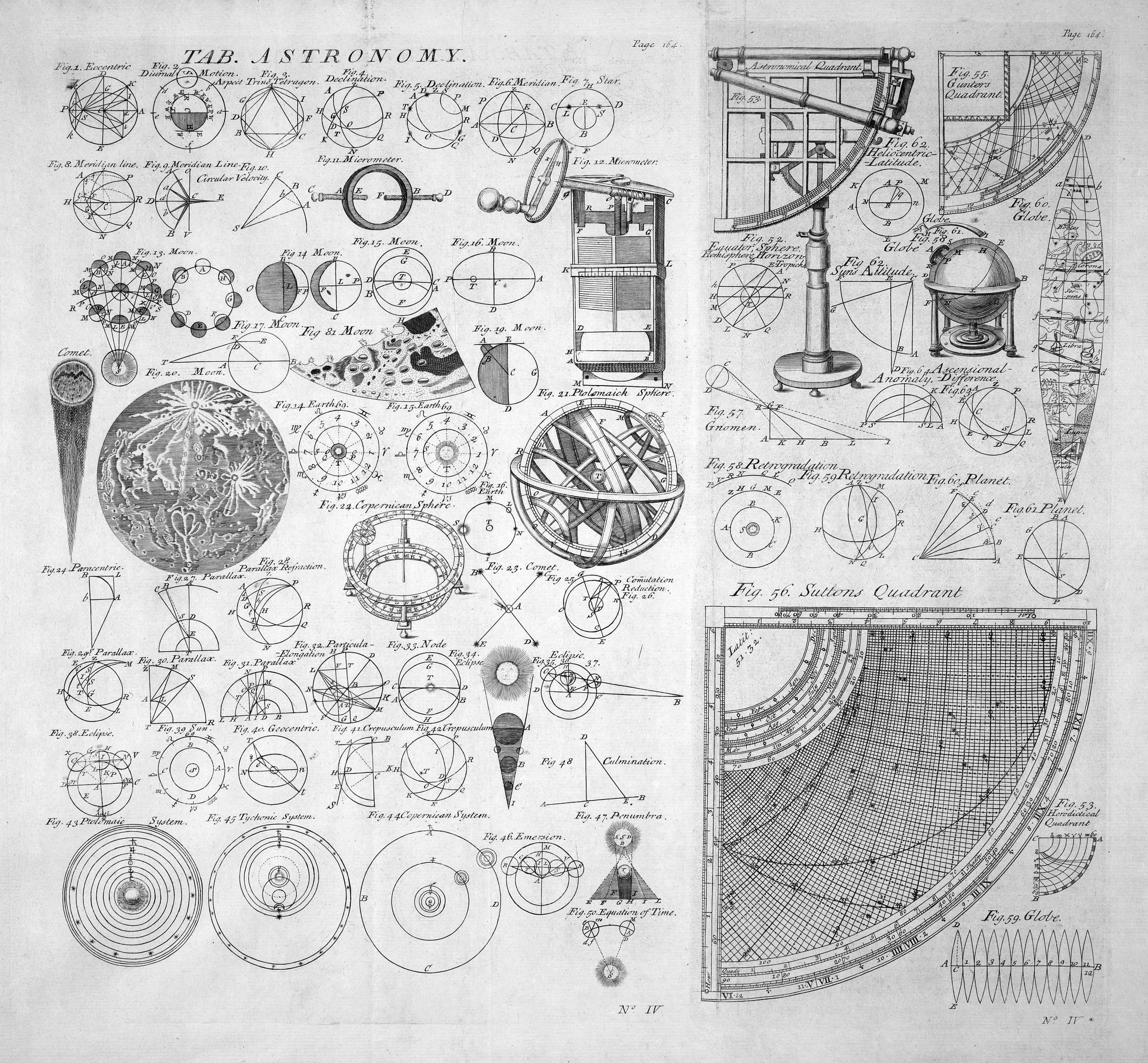
Astronomisk tabell från det engelska uppslagsverket Cyclopaedia, utgivet 1728.

Astronomi är världens äldsta naturvetenskap, med en historia som sträcker sig till antiken och ursprung i religiösa traditioner från förhistorisk tid. Dessa traditioner lever kvar i astrologin, som länge var sammanflätad med astronomin. Det var först under 1700-talets senare hälft som de båda begreppen blev helt åtskilda i västvärlden.
Tidig astronomi bestod av observation av regelbundna rörelser hos synbara himlakroppar. Sådana tidiga astronomiska studier kunde exempelvis gå ut på att analysera solens position över horisonten och hur stjärnhimlens utseende förändras under ett år. I vissa kulturer användes astronomiska data för att skapa astrologiska prognoser.
Astronomer kunde tidigt skilja på stjärnor och planeter, eftersom stjärnor bibehåller ungefär samma position i flera århundraden, till skillnad från planeter, som förflyttar sig avsevärt på relativt kort tid.
Tidiga kulturer såg himlakroppar som gudar och andar. De förknippade dessa objekt och deras rörelser med fenomen som regn, torka, årstider och vattenstånd. De första "professionella" astronomerna tros ha varit präster. Deras kunskap om himlen ansågs gudomlig och gav upphov till den historiska kopplingen mellan astronomi och det som nu kallas astrologi. Skapelser som Stonehenge fyllde troligtvis både astronomiska och religiösa funktioner.
Världens kalendrar har oftast bestämts av solens och månens banor. Att mäta dagens, månadens och årets längd var viktigt för jordbrukssamhällen, där det var viktigt att så och skörda vid rätt tid på året. Den nu vanligast förekommande gregorianska kalendern är baserad på den romerska kalendern, som delade in året i tolv månader vilkas längd växlade mellan 30 och 31 dagar. År 46 f.Kr. lät Julius Caesar introducera den julianska kalendern med skottår.

## Centralamerika

### Mayakulturen
Mayafolket beräknade solåret med något större precision än den gregorianska kalendern. De skapade detaljerade tabeller för att beräkna månens faser och de synbara planeternas banor flera århundraden framåt och bakåt i tiden. Astronomi och tidmätning var mycket viktiga i mayakulturens religion. Venus rörelser ansågs viktiga i krig, och fick ofta bestämma när krigshandlingar utfördes.

## Östasien

### Kina
Se också kinesisk astrologi
Astronomi har en mer än tvåtusenårig historia i Kina. Kinesiska astronomer lyckades förutse kometer och sol- och månförmörkelser med stor exakthet. Felaktiga utsagor kunde bestraffas av kejsaren med halshuggning. Den första observationen av en supernova gjordes i Kina.

### Korea

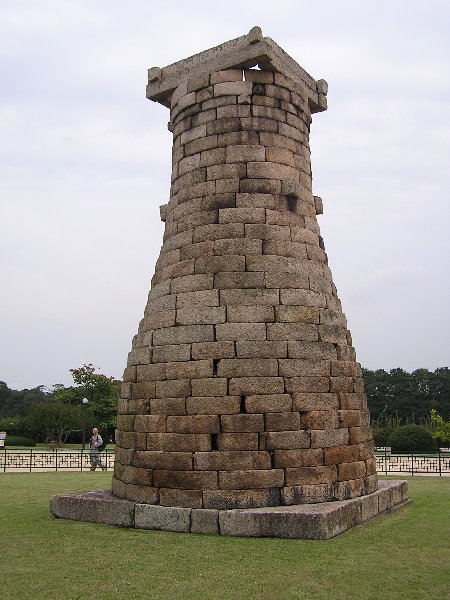
Cheomseongdae, ett av världens första astronomiska observatorier.

Östasiens första astronomiska observatorium, Cheomseongdae, byggdes under 600-talet i kungadömet Silla i vad som nu är Sydkorea och är bevarat än idag.

## Mesopotamien
Den västerländska astronomins ursprung finns i Mesopotamien, landet mellan floderna Tigris och Eufrat, där de sumeriska, assyriska och babyloniska civilisationerna var belägna.
Sumererna nedtecknade sina observationer med kilskrift. Även om deras astronomi var relativt primitiv hade den en viktig påverkan på babylonierna. Deras astralteologi och dyrkan av planetgudar kom att få stor betydelse i den mesopotamiska mytologin och religionen. Deras talsystem med talbas 60, vilket underlättade nedtecknande av väldigt stora och väldigt små numeriska värden, är bakgrunden till att man än idag delar in cirklar i 360 grader bestådende av 60 minuter vardera.
Tidig babylonisk astronomi inskränkte sig till att nedteckna viktiga himlafenomen som ansågs vara omen. Det mest välkända exemplet på detta är Ammisaduqas Venustavla, som noterar Venus uppgång och nedgång någon gång runt 1600 f.Kr. Venustavlans text inkluderades senare i ett större kompendium över omen kallat Enuma anu enlil.
Babylonerna blev både skickligare och flitigare observatörer under Nabonassars styre (747–733 f.Kr.). Till exempel gjorde man tillräckligt systematiska nedtecknade av fenomen som troddes vara omen för att kunna upptäcka en 18 år lång cykel av månförmörkelser. Den grekiske astronomen Ptolemaios ansåg att Nabonassars styre utgjorde början av en era inom astronomin, då de första användbara observationerna gjordes under denna period.
Under seleukiderna började astronomerna använda sammanställningar av tidigare observationer för att finna återkommande företeelser och på så sätt förutse framtida banor. Man började också utveckla matematiska modeller för att förutse fenomen.
Det var från den mesopotamiska astronomin som grekerna hämtade sin kunskap om de fem planeterna som kan skådas med blotta ögat och zodiakens stjärnbilder. De mesopotamiska civilisationerna bidrog också med observationer från flera århundraden och idén att planeternas rörelser kan förutses tillförlitligt.

## Antikens Grekland
I antikens Grekland utvecklade man astronomin, som man såg som en del av matematiken, till en mycket sofistikerad nivå. 
Grekerna räknade också astronomin som en av de sköna konsterna, och den hade sålunda sin egen musa, Urania.  Under 300-talet f.Kr utvecklade Eudoxos den första tredimensionella modellen för att förklara planeternas synbara rörelser. Hans modell baserade sig på homocentriska sfärer och är geocentrisk. Den yngre men samtida astronomen Herakleides förklarade att jorden roterar runt sin egen axel.
Den grekiska civilisationens astronomiska framsteg skedde även utanför själva Grekland i de hellenistiska rikena under 200- och 100-talen f.Kr, särskilt i Alexandria. Under 200-talet f.Kr. blev Aristarchos den första att beskriva en helt heliocentrisk världsbild, medan Eratosthenes använde vinklarna hos skuggor på platser på stort avstånd från varandra för att uppskatta jordens omkrets med stor precision.
Århundradet därpå utförde Hipparchos bland annat den första mätningen av jordens precession och sammanställde den första förteckningen över stjärnor. Han utvecklade även fysikaliska teorier som alternativ till Aristoteles teorier, men dessa har inte bevarats. Ptolemaios verk Almagest byggde på Hipparchos stjärnförteckning och kom att påverka astronomin fram till renässansen.

## Medeltiden och astronomin inomislam
Grekernas bidrag till astronomin var många och viktiga, men i Europa stagnerade utvecklingen på området under medeltiden fram till 1200-talet då de "Alfonsinska tabellerna" skapades. Istället blomstrade vetenskapen i arabvärlden. Många av de grekiska verken översattes till arabiska och spreds till bibliotek i området. Under 800-talet skrev den persiske astronomen al-Farghani omfattande verk om himlakropparnas rörelser. Hans verk översattes till latin under 1100-talet.
Under 900-talets senare del byggdes ett enormt observatorium nära Teheran av astronomen al-Khujandi, som också beräknade jordaxelns lutning i förhållande till solen. I Persien sammanställde Omar Khayyam en rad tabeller och reformerade kalendern, vilket gjorde den mer exakt än den julianska kalendern och snarlik den gregorianska kalendern. Hans beräkning av årets längd till 365,24219858156 dagar är korrekt till sex decimaler.
I det samtida Europa sågs astronomin som en av de sju fria konsterna, vilket gjorde det till kärnämne på dåtidens motsvarigheter till universitet. Den grekiska modell som fick mest uppmärksamhet under medeltiden var den geocentriska världsbilden, i vilken den sfäriska jorden ansågs utgöra universums centrum, kring vilken solen, månen, planeterna och, ytterst, stjärnorna ansågs kretsa.
Under 1300-talet visade Nicolas Oresme att Aristoteles fysikaliska förklaringar till jordens rörelser var oriktiga. Han resonerade att det vore betydligt enklare att förklara teorin att jorden förflyttar sig, men att Bibeln motsäger detta. Under 1400-talet föreslog Nicolaus Cusanus i några av hans vetenskapliga skrifter att jorden kretsar runt solen och att stjärnorna är avlägsna solar. Hans teori var dock inte formulerad så att den kunde verifieras på vetenskapliga grunder.

## Nicolaus Copernicus

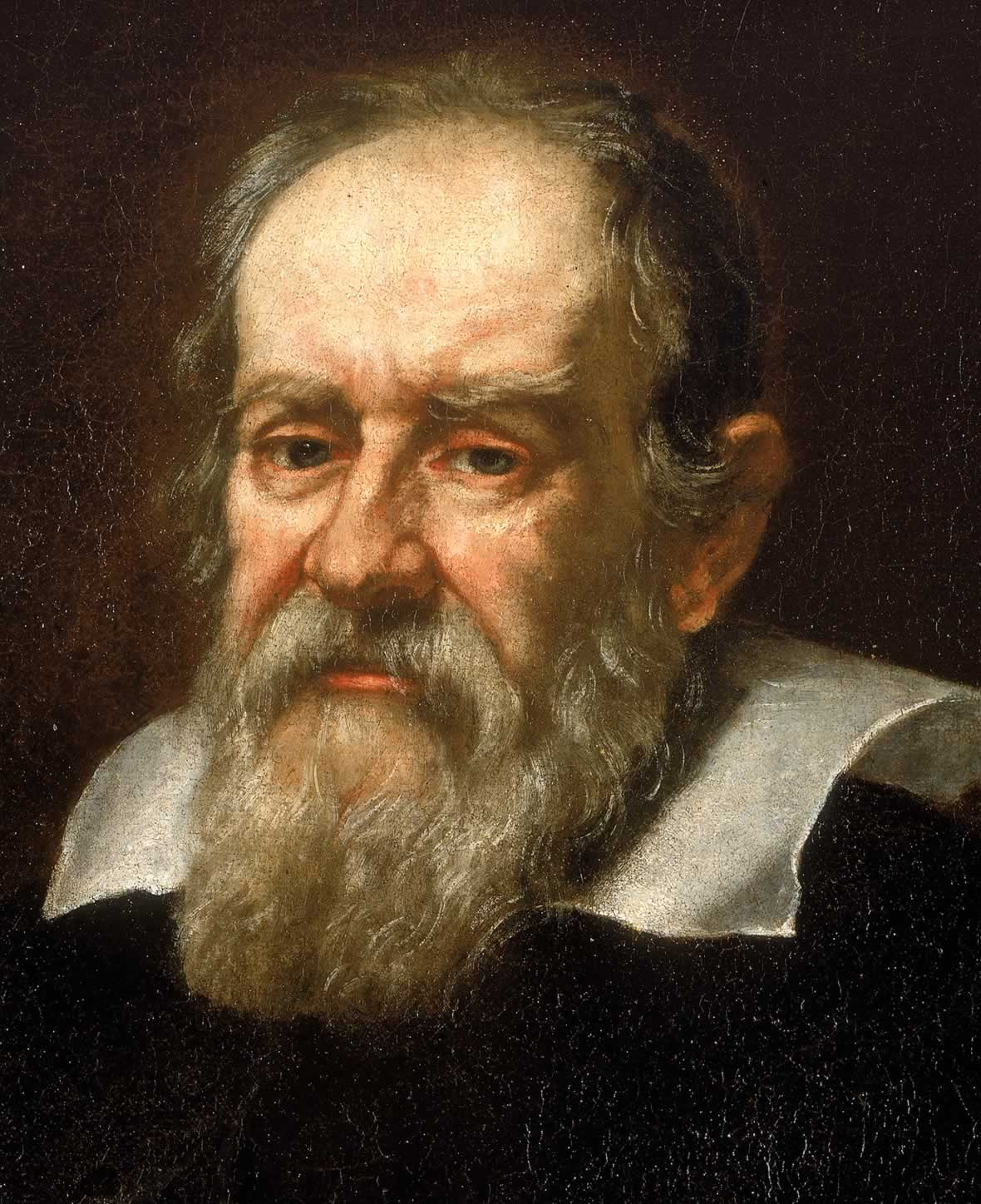
Galileo Galilei (1564–1642) konstruerade ett teleskop och upptäckte att månen har kratrar, att Jupiter har månar, att solen har fläckar och att Venus har faser precis som månen. Galileo menade att dessa observationer stödde Copernicus heliocentriska världsbild, där planeterna kretsar kring solen istället för kring jorden, som de flesta trodde på den tiden.

Renässansen nådde astronomin genom Nicolaus Copernicus heliocentriska världsbild. Hans verk försvarades, utökades och korrigerades av astronomer som Galileo Galilei och Johannes Kepler.
Kepler förlitade sig på observationer som Tycho Brahe gjort med blotta ögat och upptäckte de tre lagarna för himlakroppars rörelser som bär hans namn (även om han publicerade dem tillsammans med en mängd andra idéer och inte fäste särskilt stor uppmärksamhet vid just de tre lagarna).
Galilei var bland de första som använde sig av ett teleskop för att göra observationer, och efter att ha konstruerat ett teleskop med 20 gångers förstoring upptäckte han Jupiters fyra största månar år 1610. Detta var den första observationen av satelliter som kretsade kring en annan planet än jorden. Han fann också att månen hade kratrar och observerade och förklarade solens fläckar. I kombination med att han noterade att Venus genomgår faser liknande månens faser sågs dessa idéer som oförenliga med den geocentriska världsbild som kyrkan föredrog. Detta ledde till en stor kontrovers.

## Fysik och astronomi möts
Trots att himlakropparnas rörelser hade förklarats kvalitativt sedan Aristoteles tid var Johannes Kepler den första som försökte härleda himlakroppars rörelser baserat på antagna fysikaliska orsaker. Isaac Newton vidareutvecklade sambandet mellan fysik och astronomi genom att beskriva gravitationen. Han insåg att det är samma kraft som drar föremål till marken som håller månen i omloppsbana kring jorden och kunde därmed förklara alla kända gravitationsfenomen med en och samma teori. I Philosophiae Naturalis Principia Mathematica härleder han Keplers lagar från dess grundsatser. Newtons teorier lade grunden för en stor del av den moderna fysiken.

## Modern astronomi
I slutet av 1800-talet började man upptäcka ljusformer som inte kan skådas med blotta ögat: röntgenstrålning, gammastrålning, radiovågor, mikrovågor, ultraviolett strålning och infraröd strålning, vilka gav upphov till egna forskningsområden inom astronomin. Man upptäckte också spektrallinjer i spektra av solljus. Experiment med uppvärmda gaser visade att samma linjer kunde ses i spektra av dessa gaser och att specifika linjer motsvarade unika ämnen. På detta vis upptäckte Cecilia Payne-Gaposchkin att solen och stjärnorna huvudsakligen består av väte och helium, men att stjärnorna varierar i temperatur, massa och storlek. Under 1900-talet utvecklades spektroskopin särskilt tack vare kvantmekaniken, en förutsättning för att förstå observationerna.
Under föregående århundraden hade de flesta astronomer varit män, men mot slutet av 1900-talet fick kvinnor en allt viktigare roll i många upptäckter. Före datorernas genombrott var kvinnor ofta ansvariga för att utföra beräkningar vid institut som bedrev astronomisk forskning, såsom United States Naval Observatory och Harvard University i USA. Många upptäckter under denna period noterades gjordes först av dessa kvinnor men rapporterades av deras handledare. Till exempel upptäckte Henrietta Swan Leavitt sambandet mellan cepheidvariablers ljusstyrka och periodicitet, och Maria Mitchell var den första som upptäckte en komet med hjälp av teleskop. Få av dessa kvinnor fick särskilt stort erkännande under sin livstid på grund av den lägre status som medföljde deras beräkningsintensiva yrken, och trots att många av deras upptäckter är välkända idag är det få som känner till namnen bakom upptäckterna. År 2020 tilldelades Andrea Ghez, tillsammans med Reinhard Genzel, nobelpriset i fysik för upptäckten av det supermassiva svarta hålet i Vintergatans centrum.

## Kosmologi och universums expansion
Den större delen av vår nuvarande kunskap härstammar från 1900-talet. Med hjälp av fotografi kunde man observera mer ljussvaga himlakroppar. Man upptäckte att vår sol var en del av en galax bestående av mer än tio miljarder stjärnor, Vintergatan. Edwin Hubble gav det slutgiltiga svaret på huruvida det finns andra galaxer när han upptäckte att Andromedanebulosan i själva verket är en galax. Han upptäckte även flera andra galaxer längre bort och att avståndet till dessa ökar.
Den fysikaliska kosmologin gjorde stora framsteg under 1900-talet. Big bang-teorin fick stort stöd av upptäckter inom astronomin och fysiken, såsom rödförskjutning hos avlägsna galaxer och radiokällor, kosmisk bakgrundsstrålning, Hubbles lag samt Big bang-nukleosyntes.